# Mariusz Stoppel
Mariusz Robert Stoppel (ur. 10 maja 1969 w Bydgoszczy) – polski szachista, trener i sędzia szachowy. Z wykształcenia jest polonistą, z zamiłowania – poetą.

## Szachy

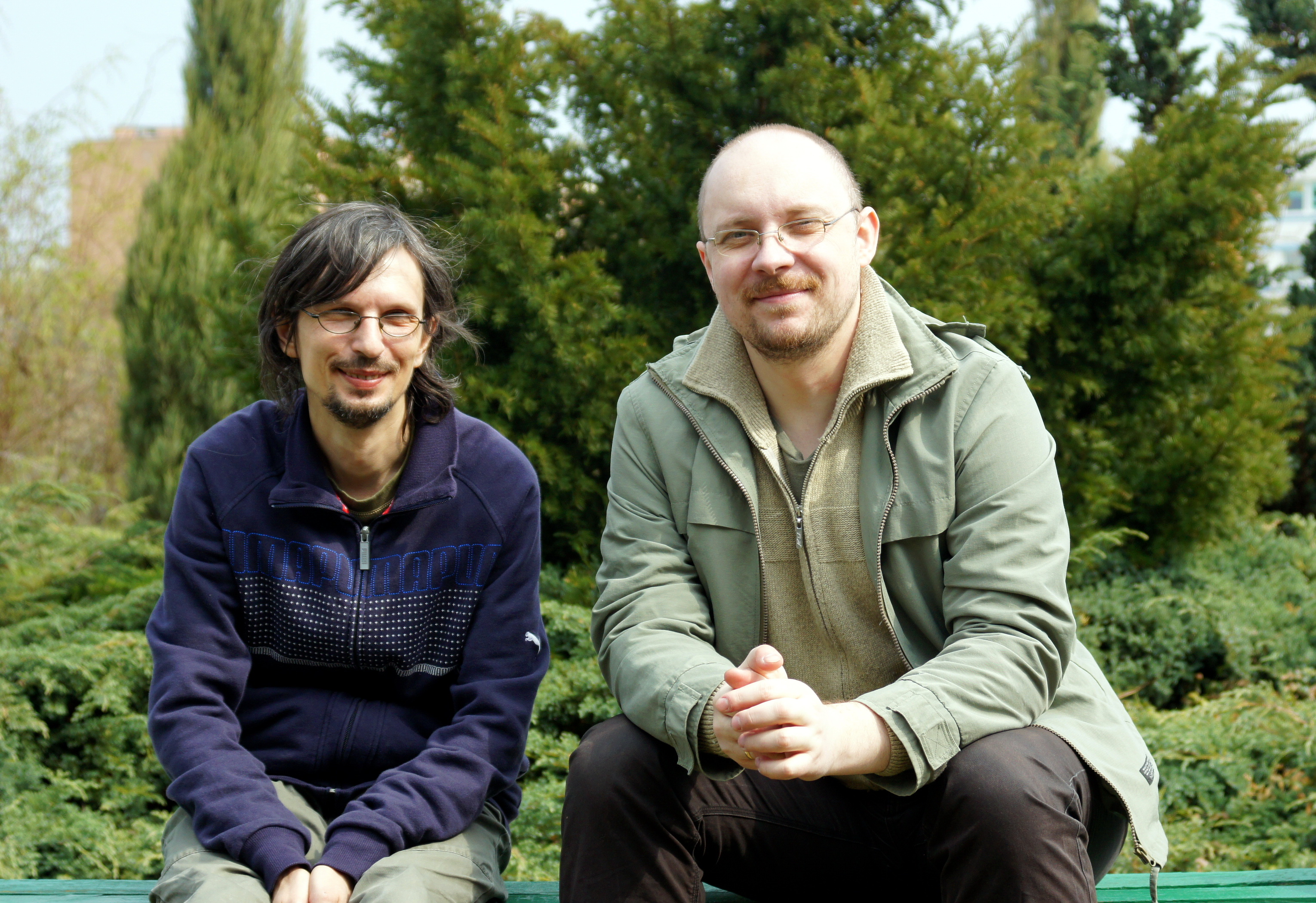
Z Bartłomiejem Siwcem, Bydgoszcz 2011

Największe szachowe sukcesy odniósł jako junior. W barwach klubu Chemik Bydgoszcz trzykrotnie zdobył medale drużynowych mistrzostw Polski juniorów: dwa złote (Słupsk 1983, Andrychów 1984) oraz srebrny (Poznań 1985). Był również czterokrotnym finalistą mistrzostw Polski juniorów, w latach 1983 i 1985 (w kategorii do 17 lat) oraz 1986 i 1987 (do 19 lat), jak również członkiem kadry narodowej juniorów do 17 lat w latach 1985–1986.
Najwyższy ranking w dotychczasowej karierze osiągnął 1 lipca 2004 r., posiadał wówczas 2190 punktów.
Posiada tytuł instruktora, pracuje w Młodzieżowym Domu Kultury nr 1 w Bydgoszczy jako trener szachowy. Jest również szachowym sędzią (posiada klasę państwową).
W styczniu 2015 roku obronił pracę dyplomową "Nauczanie szachów jako niezbędny element kulturowy" i uzyskał tytuł trenera II klasy przy PZSzach w Warszawie.

## Poezja
Jest laureatem wielu konkursówe poetyckich. W 2008 r. wydał swój pierwszy tomik poezji – "Zabawa w chowanego", natomiast w 2011 r. drugi – "Zapach kobiet(y)" (ISBN 978-83-928699-1-7). Jako poeta w maju 2015 r. uzyskał stypendium artystyczne prezydenta miasta Bydgoszczy i zrealizował projekt multimedialny "THE PRESJA" (ISBN 978-83-942091-0-0), na który składają się tomik poetycki i audiobook (wspólnie z Adamem Łassa – muzykiem zespołów Abraxas i Ananke) pod szyldem Marilliusz&Assal. Na potrzeby tego projektu utworzył własne wydawnictwo "MARILLIUSZ POEMS". Specjalizuje się w produkcji wideo-wierszy. 
Na początku 2017 r. ukazała się kolejna, liryczno-epicka książka autora "Wypisy z rodzinnego diariusza" (ISBN 978-83-942091-1-7), którą promuje etiuda filmowa "Z(a)nurzenie", zrealizowana przez agencję filmową OFFWORLD. W 2018 r., dzięki stypendium Prezydenta Miasta Bydgoszczy, ukazał się jego piąty tom poezji "Nawias" (ISBN 978-83-942091-2-4), który promował wideo-wiersz "Tak, ptak" z muzyką zespołu Amarok.
Jego wiersze znalazły się także w okolicznościowej antologii wierszy patriotycznych "Nasze niepodległości" (2018), wydanej przez SPP Oddział w Bydgoszczy.